# 마리아나 마디아

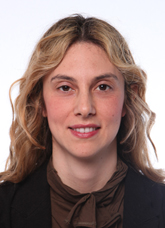
마리아나 마디아

마리아나 마디아(Maria Anna "Marianna" Madia, 1980년 9월 5일~ )는 민주당 소속 이탈리아의 정치인이며 2008년 이후로 이탈리아 대의원의 일원이다.
2014년 2월 22일 이후로 공공행정 및 간소화부 장관으로 일하고 있다.

## 생애
마디아는 1980년 로마에서 태어났다. 그녀의 가족은 칼라브리아 주에서 건너와 로마에 정착하였다.
2013년 텔레비전 및 영화 제작자인 마리오 지아나니(Mario Gianani)와 결혼하여 2014년 4월 8일 태어난 두 명의 자식(프란체스코, 마르게리타)이 있다.
그녀는 스스로 가톨릭을 실천적으로 믿는다고 생각하며 개인적으로는 낙태를 반대하지만 이탈리아에서의 법 허용은 지지하고 있다.